# Syrbaz Talgat
Syrbaz Talgat (1999) è un lottatore kazako, specializzato nella lotta libera.

## Palmarès
- Campionati asiatici

Almaty 2021: oro nei 70 kg.
Ulaanbaatar 2022: bronzo nei 70 kg.